# Cons
В програмуванні, cons (/ˈkɒns/) фундаментальна функція більшості діалектів LISP. cons конструює (англ. constructs, звідки й назва) об'єкти в пам'яті, які містять два значення чи вказівники на значення. Такі об'єкти називають комірками (англ. cells), консами (англ. conses), неатомарними S-виразами ("NATSes") або парами. Ліву частину пари (перший елемент) називають car, праву (другий елемент) — cdr.
Також цей трохи пов'язаний з поняттям конструктора в ООП, який створює новий об'єкт за аргументами і трохи більше пов'язаний з функцією конструктором у системах алгебричних типів даних.
Слово "cons" та вираз "зконсити" є частиною більш загального жаргону функціонального програмування. Іноді оператори які мають подібну мету, особливо в контексті обробки списків, вимовляються як "cons". (Гарним прикладом є оператор :: в ML, Elm та Scala, який додає елемент до початку списку.)
| PROG | Це незавершена стаття про програмування. Ви можете допомогти проєкту, виправивши або дописавши її. |

## Зноски
1. ↑  List - core 4.0.5. Архів оригіналу за 17 серпня 2016. Процитовано 24 серпня 2016. Pronounced "cons"